# Bordj Zemmoura (distrito)
Bordj Zemmoura é um distrito localizado na província de Bordj Bou Arreridj, Argélia, e cuja capital é a cidade de mesmo nome, Bordj Zemmoura.[carece de fontes?]

## Municípios
O distrito está dividido em três comunas:
- Bordj Zemmoura
- Ouled Dahmane
- Tassameurt